# Orvala
- Commons
- Wikispecies

Orvala L. é um gênero botânico da família Lamiaceae

## Espécies
- Orvala garganica
- Orvala lamioides
- «Lista completa»

## Classificação do gênero
| Sistema | Classificação                        | Referência               |
| ------- | ------------------------------------ | ------------------------ |
| Linné   | Classe Didynamia, ordem Gymnospermia | Species plantarum (1753) |